# Tom Marshall
Pour les articles homonymes, voir Marshall.
Tom Marshall, né Thomas Wendell Marshall le 26 octobre 1946 à Corner Brook, est un avocat et homme politique canadien, membre du Parti progressiste-conservateur. Il est premier ministre de Terre-Neuve-et-Labrador du 24 janvier au 26 septembre 2014.

## Biographie
Tom Marshall est élu député de Humber-Est à la Chambre d'assemblée de Terre-Neuve-et-Labrador lors des élections provinciales de 2003, réélu en 2007, puis en 2011. Lors de ces mandats, il est ministre de la Justice et des Finances de la province, avant d'en devenir premier ministre le 24 janvier 2014 après la démission de Kathy Dunderdale. Il ne demeure cependant en fonction que huit mois avant de céder le poste à Paul Davis le 26 septembre de la même année, puis d'abandonner peu après son mandat de député. Marshall fut le premier Juif à être premier ministre de Terre-Neuve-et-Labrador.